# Диселенид тримеди
Диселенид тримеди — бинарное неорганическое соединение
меди и селена с формулой Cu3Se2,
кристаллы.

## Получение
- В природе встречается минерал умангит — Cu3Se2 с примесью Ag [1].

- Сплавление стехиометрических количеств чистых веществ:

{\displaystyle {\mathsf {3Cu+2Se\ {\xrightarrow {110-175^{o}C}}\ Cu_{3}Se_{2}}}}

## Физические свойства
Диселенид тримеди образует кристаллы
тетрагональной сингонии,
пространственная группа P 421m,
параметры ячейки a = 0,64024 нм, c = 0,42786 нм, Z = 2.